# Edward Aboufadel
Edward F. Aboufadel es un matemático estadounidense  actualmente profesor en la Universidad Estatal de Grand Valley y miembro electo de la Asociación Estadounidense para el Avance de la Ciencia.

## Educación
Obtuvo su licenciatura en la Universidad Estatal de Míchigan en 1986 y su doctorado en la Universidad de Rutgers en 1992  bajo la supervisión de Jane Cronin Scanlon. 

## Investigación
Sus intereses son las wavelets, los conjuntos de datos y la impresión 3D. Su artículo más citado es "Descubriendo ondas" 

## Publicaciones
- Edward Aboufadel, David Austin. A new method for computing the mean center of population of the United States. 58:1. 65–69. The Professional Geographer. 2006.
- Merle C Potter, Jack Leonard Goldberg, Edward Aboufadel. Advanced engineering mathematics. Oxford University Press. 2005.
- C Beckmann, P Wells, J Gabrosek, E Billings, E Aboufadel, P Curtiss, W Dickson, D Austin, A Champion. Enhancing the mathematical understanding of prospective teachers: Using Standards-based, grades K–12 activities. 151–163. Perspectives on the teaching of mathematics. 2004.